# Porotrichum longirostre
Porotrichum longirostre är en bladmossart som beskrevs av Mitten 1869. Porotrichum longirostre ingår i släktet Porotrichum och familjen Neckeraceae. Inga underarter finns listade i Catalogue of Life.